# Ehingen, Augsburg
Ehingen este o comună aflată în districtul Augsburg, landul Bavaria, Germania.